# Никитин, Иван Семёнович
Иван Семёнович Никитин (22 октября 1897 — апрель 1942) — советский военачальник, генерал-майор (1940), участник Первой мировой, Гражданской и Великой Отечественной войн. В 1941 году попал в немецкий плен, казнён в концлагере Хаммельбург.

## Биография
Родился в 1897 году в селе Дубровка Орловской губернии в семье служащего. После окончания начального училища работал служащим.
В мае 1916 года призван в Русскую императорскую армию. В составе 4-го Мариупольского гусарского полка участвовал в Первой мировой войне. Был произведён в унтер-офицеры. Был ранен в 1917 году и в июне 1917 демобилизован по ранению.
После чего устроился работать телеграфистом железнодорожного участка Брянск-Москва на станции Дубровка.
В июне 1918 года добровольно пошёл в Рабоче-Крестьянскую Красную Армию. Служил в Тверском отдельном кавалерийском эскадроне. После окончания 1-х Тверских советских кавалерийских командных курсов РККА в 1919 году участвовал в Гражданской войне. С июля 1919 года был командиром взвода и эскадрона 22-го отдельного кавалерийского полка. С июля 1920 — командир 1-го кавалерийского полка 2-й кавалерийской бригады.
После окончания войны, с февраля 1921 года служил помощником командира полка в 1-й отдельной Кубанской кавалерийской бригаде, с апреля 1921 — командир полка в 39-й кавалерийской бригаде, с ноября 1921 — командир 82-го кавалерийского полка в 14-й кавалерийской дивизии, с июля 1922 по сентябрь 1924 — командир 79-го кавалерийского полка. Затем был направлен на учёбу.
В 1927 году окончил Военную академию РККА имени М. В. Фрунзе, после чего преподавал на кавалерийских курсах усовершенствования комсостава РККА. С августа 1928 года занимал должность начальника штаба 9-й Крымской кавалерийской дивизии. С ноября 1930 — начальник Украинской кавалерийской школы (с апреля 1931 года был начальником и военкомом этой школы). С февраля 1933 года — командир и военком 5-й кавалерийской дивизии. В марте 1936 года отозван в распоряжение Управления по начальствующему составу РККА и направлен военным советником в Народно-революционную армию Монгольской народной республики.
26 ноября 1935 года И. С. Никитину присвоено воинское звание «комбриг».
С сентября 1938 года служил старшим преподавателем тактики Военной академии РККА имени М. В. Фрунзе. С сентября 1939 года — помощник армейского инспектора в Белорусском особом военном округе, с февраля 1940 — помощник командующего войсками этого округа. В марте 1940 года был назначен командиром 6-го кавалерийского корпуса, дислоцированного в Белорусском военном округе. 4 июня 1940 года ему было присвоено звание генерал-майора.
В начале Великой Отечественной войны корпус Никитина принимал участие в ожесточённых сражениях в районе государственной границы СССР на Западном фронте, в т.ч. в контрударе советских войск под Гродно. В июле 1941 года корпус был окружён немецкими войсками. При попытке прорваться из окружения, 6 июля 1941 года, генерал-майор Никитин, тяжело раненым был захвачен в плен.
Содержался во Владимир-Волынском лагере военнопленных, затем в концлагере в город Хаммельсбург. Являлся одним из организаторов подпольной борьбы. В январе 1942 года переведён в Нюрнбергскую тюрьму, где в апреле 1942 года был расстрелян за отказ сотрудничать с врагом.
23 октября 1942 года по пункту 1«б» статьи 58 УК РСФСР заочно осуждён Военной коллегией Верховного Суда СССР к расстрелу. В июне 1954 года дело прекращено.

## Награды
- 2 ордена Красной Звезды (01.1937, 22.02.1941)[2]
- Юбилейная медаль «XX лет Рабоче-Крестьянской Красной Армии» (22.02.1938)[3]
- Именное оружие — пистолет системы Маузер (1920)
- Орден Полярной Звезды (Монголия, 1937)